# Бела циганка
Бела циганка (ткђ. Као овде нигде није или Као овде нигде није! / Бела циганка...) једанаести је и последњи до сада објављени албум Стоје. Издат је 2015. године. Издавачка кућа је BN Music.

## Песме
1. Као овде нигде није
2. Бела циганка
3. Лила лила
4. Таквог дечка хоћу ја
5. Ола, ола
6. Робија
7. Није да није
8. Хоћу песму, хоћу лом
9. Згази, уби
10. Каква сам таква сам
11. Паре, паре